# Josipovac Punitovački
Josipovac Putnikovački (szlovákul: Josipovec Punitovský) szlovák nemzetiségű falu Horvátországban, Eszék-Baranya megyében. Közigazgatásilag Panyithoz tartozik.

## Fekvése
Eszéktől légvonalban 25, közúton 32 km-re délnyugatra, Diakovártól 13 km-re északra, községközpontjától 1 km-re délre, Szlavónia középső részén, a Szlavóniai-síkságon, a Vuka völgyében fekszik.

## Története
2007-ben és 2008-ban a Horvát Régészeti Intézet leletmentő feltárást végzett a Pélmonostor-Eszék-Svilaj autópálya Diakovár-Eszék szakaszának a község területére eső részén. Az ásatások során nagy mennyiségű régészeti leletet gyűjtöttek, melyek jelenleg is feldolgozás alatt állnak. A közel 500 felkutatott tárgy közül a legtöbb az őskorhoz, ezen belül az újkőkorhoz (Retz–Gajary- és Baden-kultúra), valamint a korai (Somogyvár–Vinkovci-kultúra) és középső bronzkorhoz (Belegis-kultúra) tartozott. A leletek kisebb része a középkorhoz (a 9. század végétől a 13. századig) tartozott és csak kevés, a közelmúltban végzett temetkezés volt köztük.
A mai települést Josip Juraj Strossmayer püspök alapította 1881-ben, amikor Panyit körül erdőirtással három falut hozott létre. Nevét is a püspök egyik keresztnevéből a Josipból kapta. Josipovacra főként Újbeszterce környéki szlovák nyelvű lakosságot telepített, akiknek utódai ma is ott élnek. A településnek 1890-ben 432, 1910-ben 559 lakosa volt. Verőce vármegye Diakovári járásának része volt. Az 1910-es népszámlálás adatai szerint lakosságának 95%-a szlovák, 2-2%-a német és magyar anyanyelvű volt. Az első világháború után 1918-ban az új szerb-horvát-szlovén állam, majd később (1929-ben) Jugoszlávia része lett. 1991-től a független Horvátországhoz tartozik. 1991-ben lakosságának 64%-a szlovák, 34%-a horvát nemzetiségű volt. 2011-ben a falunak 787 lakosa volt.

## Lakossága
| Lakosság változása | Lakosság változása | Lakosság változása | Lakosság változása | Lakosság változása | Lakosság változása | Lakosság változása | Lakosság változása | Lakosság változása | Lakosság változása | Lakosság változása | Lakosság változása | Lakosság változása | Lakosság változása | Lakosság változása | Lakosság változása |
| ------------------ | ------------------ | ------------------ | ------------------ | ------------------ | ------------------ | ------------------ | ------------------ | ------------------ | ------------------ | ------------------ | ------------------ | ------------------ | ------------------ | ------------------ | ------------------ |
| 1857               | 1869               | 1880               | 1890               | 1900               | 1910               | 1921               | 1931               | 1948               | 1953               | 1961               | 1971               | 1981               | 1991               | 2001               | 2011               |
| 0                  | 0                  | 0                  | 432                | 578                | 559                | 590                | 685                | 856                | 882                | 888                | 912                | 927                | 858                | 806                | 787                |

## Gazdaság
A helyi gazdaság alapja a mezőgazdaság és az állattartás.

## Nevezetességei
Szent Mihály arkangyal tiszteletére szentelt temploma a panyiti Szent László plébánia filiája.

## Kultúra
A település kulturális és művészeti egyesülete KUD "Braće Banas" szlovák kulturális egyesület. Az egyesület a Matica Slovačkával közösen évente megrendezi a „Slováci do Drlaku” szlovák folklórfesztivált.

## Oktatás
Josipovacon a „Josip Kozarac” elemi iskola iskola működik, melynek a község többi településén területi iskolái vannak.

## Sport
Az NK „Omladinac” Josipovac Punitovački labdarúgóklubot 1961-ben alapították. A csapat a megyei 2. ligában szerepel.